# Thierry Cohen
Thierry Cohen (Casablanca, 3 luglio 1962) è uno scrittore francese di origine marocchina.
Vive a Lione, è sposato ed è padre di quattro figli.

## Opere
È l'autore di dieci romanzi:  
- Non lasciarmi andare (J'aurais préféré vivre; ISBN 978-88-384-7122-3, anno 2007)
- Je le ferai pour toi (ancora inedito in Italia, anno 2009)
- Ti ho incontrata in un sogno (Longtemps, j'ai rêvé d'elle, anno 2011)
- Si tu existes ailleurs (ancora inedito in Italia, anno 2012)
- Si un jour la vie t'arrache à moi (ancora inedito in Italia, anno 2013)
- Je n'étais qu'un fou (ancora inedito in Italia, anno 2014)
- Avant la haine (ancora inedito in Italia, anno 2015)
- L'académie des âmes abimées (ancora inedito in Italia, anno 2018)
- Et puis au pire on s'aimera (ancora inedito in Italia, anno 2020)
- Rien ne nous séparera (ancora inedito in Italia, anno 2022)

Non lasciarmi andare ha vinto il premio Jean d'Ormesson nel 2007, premio dato al romanzo per la sua capacità di difendere la lingua francese. Ha avuto grande successo ed è stato tradotto in 10 lingue. Il romanzo tratta il suicidio di un giovane con un approccio originale, tra la storia d'amore e il thriller psicologico.
I diritti dei due romanzi di Thierry Cohen sono stati venduti per trarne degli adattamenti cinematografici.